# Anolis confusus
Anolis confusus (кабо-круський стовбуровий аноліс) — вид ігуаноподібних ящірок родини анолісових (Dactyloidae). Ендемік Куби.

## Поширення і екологія
Кабо-круські стовбурові аноліси мешкають на півострові Кабо-Крус в провінції Гранма на крайньому південному сході Куби. Вони живуть в прибережних і субприбережних хвойних лісах. Зустрічаються на висоті до 275 м над рівнем моря.

## Збереження
МСОП класифікує цей вид як такий, що перебуває під загрозою зникнення. Anolis confusus загрожує знищення природного середовища.